# Christoph Franken
Christoph Franken (geboren am 3. März 1978 in Köln) ist ein deutscher Schauspieler.

## Leben und Werk
Franken studierte von 2001 bis 2005 an der Otto-Falckenberg-Schule in München und spielte bereits vor und während seiner Ausbildung an den Münchner Kammerspielen, am Münchner Volkstheater, am Teatro Sesc in Rio de Janeiro und am Staatstheater Stuttgart. 2005 studierte er an der Filmakademie Baden-Württemberg in Ludwigsburg. Nach dem Studium wurde er ans Schauspiel Hannover verpflichtet, dessen Ensemblemitglied er bis 2009 blieb. In Hannover spielte er Tschechow und Shakespeare in der Regie von Jürgen Gosch, Sophokles und Lessing in Inszenierungen von Wilfried Minks sowie Schiller und Wedekind in der Regie von Nuran David Calis. Weiter arbeitete er mit den Regisseuren Sebastian Baumgarten (Richard III.), Christoph Frick (Die Räuber), Tilmann Köhler und Sebastian Nübling. Zwei Hannoversche Produktionen, an denen Franken beteiligt war, wurden zum Berliner Theatertreffen eingeladen: 2006 Tschechows Drei Schwestern, inszeniert von Gosch, und 2008 Stephens Pornographie, inszeniert von Nübling.
Im Sommer 2009 debütierte Franken bei den Salzburger Festspielen – als Semjon Semjonowitsch Medwedenko in Jürgen Goschs hochgelobter Inszenierung von Tschechows Möwe. Diese Koproduktion des Deutschen Theaters Berlin und der Volksbühne am Rosa-Luxemburg-Platz in Berlin wurde auch zum Berliner Theatertreffen 2009 eingeladen.
Von der Spielzeit 2009/10 bis zur Spielzeit 2018/19 gehörte Franken dem Ensemble des Deutschen Theaters Berlin und spielte dort unter anderem in Büchners Woyzeck (Regie: Jorinde Dröse), in Nur Nachts von Sibylle Berg (Regie: Rafael Sanchez) und in Verbrecher aus verlorener Ehre nach Schiller (Regie: Simon Stolberg, 2012). Franken war in mehreren Inszenierungen von Stephan Kimmig zu sehen: in Tschechows Kirschgarten, Gorkis Wassa Schelesnowa, in Die Sorgen und die Macht nach Peter Hacks und in Tabula rasa: Gruppentanz und Klassenkampf nach Carl Sternheim. In Stefan Puchers Inszenierung von Brechts Baal übernahm er die Titelrolle.
2013 gastierte er als Karl der Siebente, König von Frankreich, in Schillers Jungfrau von Orleans, inszeniert von Michael Thalheimer,  erneut bei den Salzburger Festspielen. Es handelte sich wiederum um eine Koproduktion mit dem Deutschen Theater Berlin. 2015 und 2016 übernahm er die Rolle des Teufels in Hofmannsthals Jedermann in der Salzburger Festspielproduktion am Domplatz, inszeniert von Brian Mertes und Julian Crouch, 2018 die des Mammon. Von 2019 bis 2023 war er festes Ensemblemitglied am Residenztheater München.
Neben seinen Bühnenauftritten steht Franken auch regelmäßig vor der Kamera. Im Kino war er in Filmen von Sven Taddicken, Hendrik Hölzemann, Kanwal Sethi, Bill Condon und Sigrid Hoerner zu sehen, im Fernsehen in Serien, wie Tatort und SOKO Köln, sowie in TV-Filmen, wie Brennendes Herz (Regie: Manfred Stelzer, 2006), oder in Literaturverfilmungen, wie Ich bin die Andere (Margarethe von Trotta, 2006). In der Woyzeck-Verfilmung von Nuran David Calis (2013) übernahm er die Rolle des Andres.

## Filmografie (Auswahl)
- 2001: Mein Bruder der Vampir (Regie: Sven Taddicken)
- 2004: Kammerflimmern (Regie: Hendrik Hölzemann)
- 2005: Tatort: Tod auf der Walz
- 2006: Pfarrer Braun – Der unsichtbare Beweis
- 2007: Tatort: Schwelbrand
- 2008: Meine Mutter, mein Bruder und ich! (Regie: Nuran David Calis)
- 2011: Fernes Land (Regie: Kanwal Sethi)
- 2013: Woyzeck (Regie: Nuran David Calis)
- 2013: Inside Wikileaks – Die fünfte Gewalt (Regie: Bill Condon)
- 2014: Miss Sixty (Regie: Sigrid Hoerner)
- 2015: Schubert in Love (Regie: Lars Büchel)
- 2016: Nachtschicht – Der letzte Job (Fernsehreihe)
- 2017: Berlin Syndrom
- 2018: Carneval – Der Clown bringt den Tod
- 2018: Tatort: Tollwut
- 2022: Nord bei Nordwest – Der Andy von nebenan
- 2023: Stralsund: Der lange Schatten (Fernsehreihe)
- 2024: Führer und Verführer
- 2025: Tatort: Verblendung
- 2025: Flucht aus Lissabon (Fernsehfilm)
- 2025: Wilma will mehr